# Alan Turing
Alan Mathison Turing, OBE (født 23. juni 1912, død 7. juni 1954) var en britisk matematiker som var med til at grundlægge datalogien, der blev til den moderne computer. Han er mest berømt for sin turingtest og sin universelle turingmaskine, og for at have bidraget væsentligt til de allieredes sejr under anden verdenskrig ved at knække tyskernes Enigma-kode ved samarbejdet i Bletchley Park. Teamet var sammensat af: Alan Turing, polske matematikere, den britiske mester i skakspil Hugh Alexander, forfatteren Malcolm Muggeridge og Gordon Welchman.
Den britiske premierminister Gordon Brown beskrev i september 2009 behandlingen af Turing efter krigen som ”skrækindjagende” og ”fuldstændig uretfærdig” og gav ham en posthum undskyldning. Premierministeren mente at han ikke havde fået den ære han fortjente.

## Liv og virke
Tekst mangler, hjælp os med at skrive teksten

### Forfølgelse for homoseksualitet og død
Turings homoseksualitet, som han aldrig selv gjorde nogen hemmelighed af, gjorde at han i januar 1952 indledte et forhold til den nittenårige Arnold Murray, han tilfældigt mødte udenfor Manchesters Regal Cinema. Det var et område kendt som mødested for trækkerdrenge, der ofte opholdt sig der.[kilde mangler] Murray ville ikke have betaling eller anses som prostitueret, men bad flere gange Turing om penge til "betaling af gæld". Kort tid efter var der indbrud i Turings hjem, og ejendele til en værdi af ca. 50 pund var fjernet. Murray bedyrede sin uskyld, men indrømmede at have diskuteret forholdet med en bekendt, der muligvis stod bag indbruddet. Da Turing gik til politianmeldelse, blev han selv arresteret – for at have haft et homoseksuelt forhold. Han slap for fængselsstraf mod at underkaste sig østrogen-indsprøjtninger. Østrogen brugte man til at "gøre homoseksuelle mindre homoseksuelle," trods risiko for at påføre patienten symptomer på psykisk sygdom.
Om morgenen 8. juni 1954 blev han fundet død af sin husholderske, Mrs. Clayton. Han havde spist af et æble, der var fyldt med cyanid. Sandsynligvis af hensyn til hans mor, blev det fremstillet som et uheld, da han opbevarede kemikalier i hjemmet, men utvivlsomt var det et selvmord – arrangeret nok med tanke på Disneys Snehvide og de syv dværge, der var en af Turings yndlingsfilm. Som forfatteren David Leavitt siger i sin Turing-biografi "The man who knew too much". Måske tænkte Turing, at æblebidden ikke tog livet af Snehvide; tværtimod faldt hun kun i søvn, og venter på at prinsen skal vække hende med sit kys... 

## Undskyldning og benådning
I august 2009 lavede John Graham-Cumming en opfordring til den britiske regering om at undskylde for forfølgelsen af Turing, hvilket fik premierminister Gordon Browns regering til at give en officiel undskyldning 10. september 2009, for måden hvorpå Turing blev behandlet efter krigen.
10. december 2011 lavede William Jones en såkaldt e-petition, der anmodede den britiske regering om at benåde Turing for hans anholdelse med sigtelsen "gross-indecency" Underskrivningsindsamlingen fik over 37.000 signaturer, men blev afvist af justitsministeren Tom McNally med den begrundelse at "En posthum benådning blev ikke anset for hensigtsmæssig, da Alan Turing blev korrekt dømt for, hvad der på det tidspunkt var en strafbar handling." McNally var indsat under Gordon Browns efterfølger, David Cameron.
26. juli 2012 blev der fremsat et lovforslag i Overhuset om at give Turing en lovbestemt benådning for sine lovovertrædelser. 23. december 2013 blev Turing benådet af det engelske kongehus 61 år efter sin død. Benådningen dannede basis for ny lov kaldet Alan Turing-loven, som betød, at afdøde kunne blive benådet posthumt, og at nulevende kan søge om at få deres dom slettet.

## Skildring på film
I den historiske dramafilm The Imitation Game fra 2014, instrueret af Morten Tyldum, blev Turing spillet af Benedict Cumberbatch, og hans kortvarige forlovede Joan Clarke af Keira Knightley.